# Tiamin
Tiamin, thiamin eller B1 vitamin er en farveløs kemisk forbindelse, som blev opdaget af den japanske videnskabsmand Umetaro Suzuki.
Suzuki undersøgte fødemidlet ris, som man vidste havde helbredende effekt på sygdommen beriberi. Han opdagede i risskallen den kemiske forbindelse B1, som havde forebyggende og helbredende virkning blandt andet på beriberi. Tiaminmangel har vist sig at kunne føre til hukommelsesdefekten Korsakoffs syndrom og Wernickes encefalopati, der begge ses hos patienter med kronisk alkoholoverforbrug.
Tiamin er opløselig i vand og uopløselig i alkohol. Det opløses, hvis det bliver opvarmet.

## Eksterne links med dansk indhold
- DTU Fødevareinstituttet: Indhold af Thiamin i fødevarer

| Naturvidenskab | Spire Denne naturvidenskabsartikel er en spire som bør udbygges. Du er velkommen til at hjælpe Wikipedia ved at udvide den. |